# 에드몽 드 공쿠르

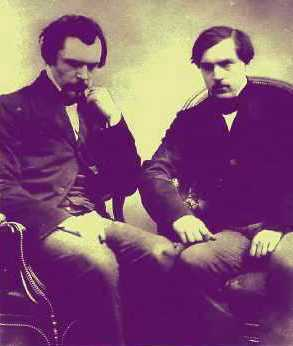
에드몽 드 공쿠르

에드몽 루이 앙투안 위오 드 공쿠르(Edmond Louis Antoine Huot de Goncourt, 1822년 5월 26일 ~ 1896년 7월 16일), 프랑스의 비평가로서 동생 쥘 드 공쿠르와 힘을 합하여 글을 쓴 것으로 알려져 있다. 이들 형제를 추모하기 위하여 에드몽이 사망한 후 오늘날 프랑스의 가장 값진 문학상으로 손꼽히는 공쿠르상이 빛을 보게 되었다.